# Sexturism

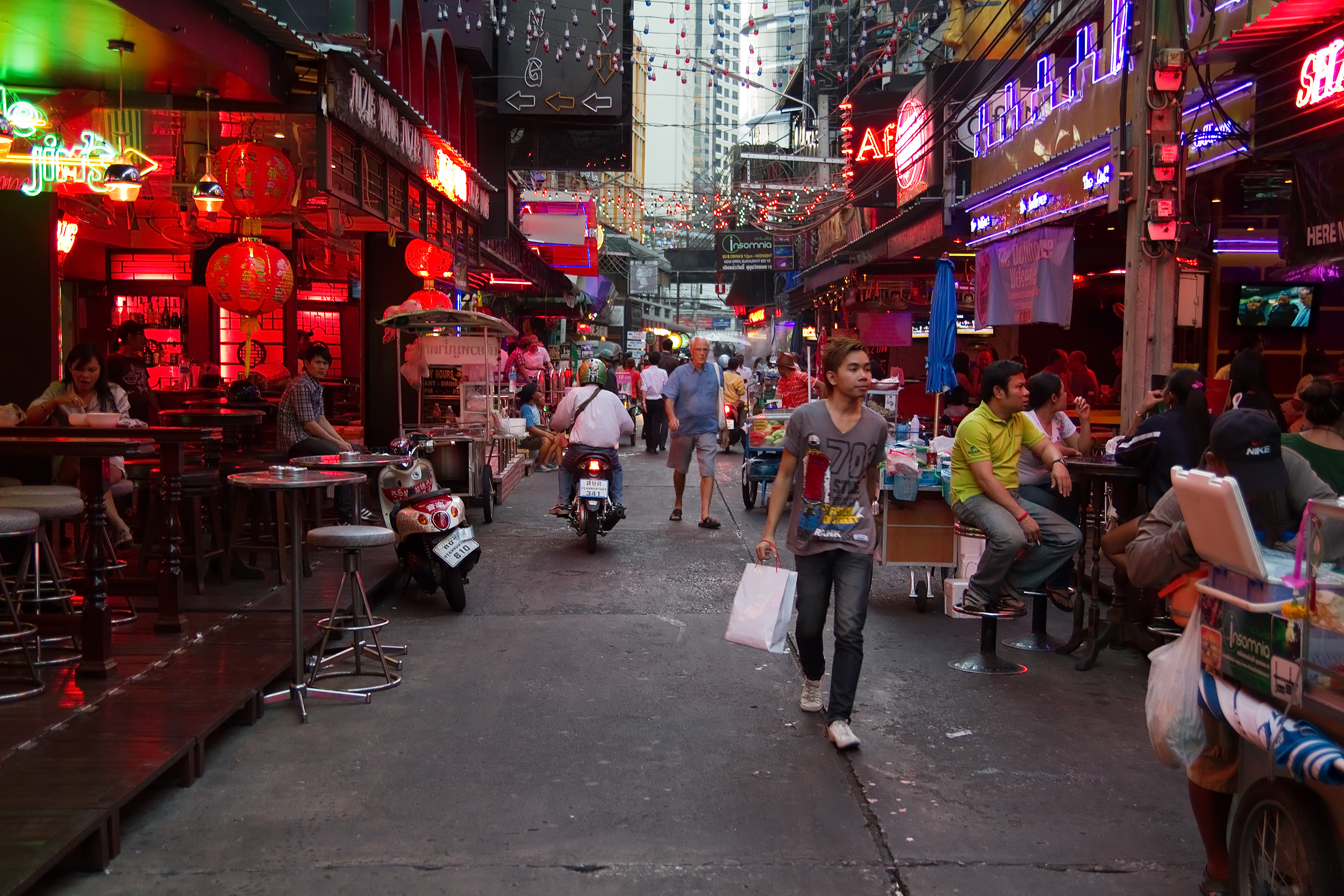
Soi Cowboy, ett red light district i Bangkok.

Sexturism avser resande som företas i syfte att köpa sexuella tjänster av prostituerade. Jämför trafficking.
Målen för resorna varierar beroende från vilket land resenären kommer, för europeiska resenärer är Sydostasien och främst Thailand och Sri Lanka vanligt förekommande resmål.
Enligt Finlands president Tarja Halonen har sexturismen ökat som följd av människors ökade rörlighet.
Sexuellt utnyttjande av barn på kommersiell basis förekommer i flera länder. Pedofiler och sexturister reser ibland till sådana länder, framförallt i Sydostasien, i syfte att sexuellt utnyttja barn, vilket gör utnyttjandet av barn till en del i sexturismen.

## Demografi
Demografiska grupper: kvinnliga sexturister (som söker män), män som söker män, vuxna som söker barn och män som söker kvinnor. Sexturister kommer vanligtvis från västvärlden, men kan även komma från andra länder. Sexturister besöker oftast mindre ekonomiskt utvecklade länder i Asien, som Thailand, Filippinerna, Vietnam, Kambodja och Nepal, samt central- och sydamerikanska länder som Mexiko och Brasilien. 

## Semesterorter endast för vuxna
På senare år har sexresorter som endast är öppna för vuxna blivit ett populärt alternativ för resenärer som vill ha sex med samtycke utomlands och samtidigt undvika de etiska frågor som är förknippade med betald sexuell aktivitet. Sådana anläggningar kan beskrivas som säkra, samtyckesorienterade och sexpositiva platser där alla uttryck för kön, läggning och relationer är fria från alla typer av påtryckningar. Sådana semesterorter finns främst i Mexiko och Karibien. Vissa anläggningar kommer att vara resorts med klädval, där resenärer kan träffas och använda "spelrum".

## Kulturella attityder
Attityderna till sexturism kan variera från land till land. I mindre utvecklade länder kan till exempel familjer från fattiga landsbygdsområden sälja sina barn till människohandlare som skickar dem till storstäderna för att arbeta inom sexindustrin. Till exempel i Thailand försörjer kvinnor sina män genom att arbeta inom sexindustrin. Sexarbete, särskilt i mindre utvecklade länder, ses ofta som en möjlig inkomstkälla för låginkomsttagarfamiljer. 
I högt utvecklade länder som Australien, där sexhandel är olaglig och strikt kontrollerad, kan attityderna till sexturism skilja sig från attityderna hos mindre välbeställda människor i samhället.